# Tam trí
Tam trí (zh. sānzhì 三智, ja. sanchi) là ba loại trí huệ. Có nhiều cách phân loại trong nhiều kinh luận khác nhau nên mối liên hệ trong mỗi trường hợp phải được chú ý:
- Theo A-tì-đàm Tì-bà-sa luận (zh. 阿毘曇毘婆沙論) thì tam trí là:

1. Pháp trí (zh. 法智), trí huệ hiểu biết chư pháp;
2. Tỉ trí (zh. 比智), trí hiểu biết, phân biệt vạn vật sai biệt và
3. Đẳng trí (zh. 等智), trí thế tục.

- Theo Tứ giáo nghi chú (zh. 四教儀註):

1. Nhất thiết trí (zh. 一切智), trí huệ hiểu biết tất cả;
2. Đạo chủng trí (zh. 道種智), trí biết được những con đường tu tập khác nhau;
3. Nhất thiết trí trí (一切智智), trí thông đạt tất cả những loại trí huệ khác. Ba loại trí này tương quan đến ba Thánh quả Thanh Văn, Duyên Giác và Bồ Tát.

- Tam huệ (trí) theo Du-già sư địa luận:

1. Văn huệ (trí);
2. Tư huệ
3. Tu huệ.

- Ba loại trí được dạy trong Đại trí độ luận (zh. 大智度論):

1. Nhất thiết trí (一切智) của hàng Nhị thừa (Thanh Văn), là trí hiểu biết tất cả những khía cạnh khác biệt của chư pháp;
2. Đạo chủng trí (道種智) của hàng Bồ Tát, là trí hiểu biết khía cạnh toàn vẹn của chư pháp và
3. Nhất thiết chủng trí (一切種智) của chư Phật, trí huệ toàn hảo biết được tất cả khía cạnh của các pháp.